# Стилуеліт
Стилуеліт (рос. стиллуэллит, стилуэлит; англ. stillwellite; нім. Stillwellit m) — мінерал, рідкісноземельний силікат кільцевої будови.
Названий за прізвищем австралійського мінералога Ф. Дж. Стіллуелла (J.Mac Andrew, T.R.Scott, 1955).

## Опис
Хімічна формула:
- 1. За Є. Лазаренком: CeB[O|SiO4].
- 2. За Г.Штрюбелем та З. Х. Ціммером: (La, Ce)3 [B3O6|Si3O9].
- 3.За К.Фреєм і «Fleischer's Glossary» (2004): (TR, Ca)BSiO5, напр., за для стилуеліту-Се: (Ce, La, Ca)BSiO5.

Склад у % (з родов. Мері Кетлін Ліз, Австралія): TR2O3 — 58,4 (у тому числі Се2О3 — 51); В2О3 — 11,5; SiO2 — 20,1. Домішки: СаО — 3,96; Р2О5 — 2,58.
Сингонія тригональна. Пірамідальний вид. Форми виділення: щільні зливні маси, іноді — ромбоедричні кристали до 5 см. Густина 4,58-4,60. Тв. 6,5. Колір рожевий, безбарвний. Знаходиться в метасоматично змінених породах, пегматитах, гідротермальних лужних сієнітах. Рідкісний. Супутні мінерали: уранініт, аланіт, церит.

## Розповсюдження
Знахідки: радіоактивні руди родовищ Мері Кетлін Ліз (штат Квінсленд, Австралія), Середня Азія, Сибір (РФ).